# Block!
Block! fue una serie animada chilena producida por la productora Sólo por las Niñas Audiovisual y transmitida por Televisión Nacional de Chile. Se destaca por el uso de foto-animación (cut-out fotográfico), en la cual se usan personajes, objetos o ambientes a partir de ciertos materiales como cartón o fotografías, similar a la serie animada Angela Anaconda. Esta serie fue financiada gracias a un fondo entregado por el CNTV en 2004, junto a otros 12 proyectos ganadores (de los cuales también se encontraban otros proyectos animados nacionales como Diego y Glot, El ojo del gato y Tikitiklip).
La serie se estrenó el 22 de abril de 2006 dentro del entretiempo de un partido del fútbol español, al durar 15 minutos. Se transmitió en el bloque infantil Tronia con una primera temporada de 20 episodios. El 11 de noviembre de 2006 fue estrenada la segunda temporada, consistente de 10 episodios.
El tema inicial de la serie titulado Oye, amigo fue interpretado por la banda chilena Papanegro.

## Historia
La serie se centra a un block habitacional conocido como Block!, administrado por un niño de 12 años llamado Jimi. Dentro de este block habitacional viven distintas personas de variadas edades, nacionalidades y personalidades. A pesar de esto los son tolerantes entre sí y conviven en armonía.
En cada episodio se da una situación que altera el día a día de los vecinos habitantes del block. La serie se desarrolla en un mundo fantástico, pero enlazado a la vida de la sociedad chilena.

## Personajes
- Jimi: este niño de 12 años es el administrador del block habitacional Block!. Se caracteriza por su capacidad para solucionar los problemas de otros. Es aventurero y optimista. Es la persona más cuerda dentro del block.
- KK Varishnikov: este habitante del block viene de Rusia. Es líder de una banda llamada "Los Varishnikov", que componen él, y sus hermanos Jethro y Dimitri. Él, junto con sus hermanos, vive en una furgoneta bajo el block habitacional.
- JJ Padilla: este habitante del block se caracteriza por ser muy inocente y de gran corazón. Se dedica a escribir tarjetas de saludo, en las cuales se le ocurre pone frases que le pasan por su cabeza.
- Mala: esta mujer tiene una peluquería cercana a la entrada del block.
- Tata Ñeñé: este abuelo habitante del block se caracteriza principalmente por ser cascarrabias y por comunicarse con los demás solo con la palabra "ñeñe" (de forma similar a Coco, un personaje de Mansión Foster para Amigos Imaginarios, que se comunica con la palabra "coco").
- Bebé Remoto: este bebé preescolar se caracteriza principalmente por su capacidad para proyectar imágenes por los ojos.
- Dimitri Varishnikov: este habitante del block es el mayor de los hermanos Varishnikov y baterista de la banda de sus hermanos. Usualmente lo acompaña una gallina azul que es la mascota de los hermanos.
- Jethro Varishnikov: Este habitante del block es el menor de los hermanos Varishnikov y bajista de la banda de sus hermanos. Se caracteriza por ser muy supersticioso.

## Episodios

### Temporadas
| Temporada | Temporada | Episodios | Fecha de emisión original | Fecha de emisión original |
| Temporada | Temporada | Episodios | Inicio                    | Final                     |
| --------- | --------- | --------- | ------------------------- | ------------------------- |
|           | 1         | 20        | 22 de abril de 2006       | 2 de septiembre de 2006   |
|           | 2         | 10        | 11 de noviembre de 2006   | 13 de enero de 2007       |

### Primera temporada (2006)
| N.º (serie) | N.º (temp.) | Título                             | Fecha de emisión original |
| --- | ----------- | ---------------------------------- | ------------------------- |
| 1 | 1           | El Monstruo Azul                   | 22 de abril de 2006       |
| El administrador del Block renuncia y los vecinos deciden que el más preparado para tomar su lugar es Jimi. Una noche todos los vecinos sienten un ruido y encuentran unas plumas azules, creyéndo que se trata del monstruo azul. |             |                                    |                           |
| 2 | 2           | La Demolición del Block!           | 29 de abril de 2006       |
| Un malvado Multimillomalo quiere demoler el Block! para construir un "Hogar para Víctimas del Mal Aliento y la Placa Bacteriana". Jimi y sus amigos deberán embarcarse en una emocionante aventura para encontrar al verdadero dueño del Block!, el único que puede detener los maquiavélicos planes del Multimillomalo.                                                                                      |             |                                    |                           |
| 3 | 3           | El Gran Nacho Lacho                | 6 de mayo de 2006         |
| El gran líder espiritual y peluquero de oficio Nacho Lacho visita el Block. KK está muy entusiasmado con la presencia del líder y de su fiel compañero el chanchodolfo que tiene el don de comunicarse con las piedras. El líder espiritual anda en busca de su misión divina y los del Block son los elegidos para acompañarlo.                                                                              |             |                                    |                           |
| 4 | 4           | No se admiten mascotas             | 13 de mayo de 2006        |
| Jimi, el nuevo administrador del Block!, sabe que siempre ha estado prohibido tener mascotas en el edificio. Pero él encuentra un pequeño gatito y no sabe qué hacer con él. |             |                                    |                           |
| 5 | 5           | Buena, la Sobrina de Mala          | 20 de mayo de 2006        |
| Por una deuda impaga, Los Varishnikov han perdido su gallina azul y la única forma de recuperarla es ganando el Festival de la Patata. Pero una visita extranjera sacudirá para siempre el corazón de Jimi. |             |                                    |                           |
| 6 | 6           | Padilla, el japonés                | 27 de mayo de 2006        |
| JJ Padilla viaja a Japón como la flamante contratación de una fábrica nipona de tarjetas de saludo. Por mientras, KK y sus hermanos quieren adueñarse del departamento de Padilla, a pesar de que Jimi intenta detenerlos. Pero una repentina llamada de ayuda desde Japón provocará la mayor operación de rescate en la historia del Block!                                                                  |             |                                    |                           |
| 7 | 7           | La invasión Varishnikov (Parte 1)  | 3 de junio de 2006        |
| La familia de los Hermanos Varishnikov llega de visita al Block! sólo "por unos días". Pero se quedan semanas y el edificio esta colapsado. Todo empeora cuando Papá Varishnikov anuncia que desean quedarse a vivir en el Block! para siempre. |             |                                    |                           |
| 8 | 8           | La invasión Varishnikov (Parte 2)  | 10 de junio de 2006       |
| Jimi, Padilla, Mala, el Tata Ñeñe, el Bebé Remoto y los Hermanos Varishnikov tendrán que encontrar una manera de la cual deshacerse de la queridos pero desquiciada familia de los Hermanos Varishnikov. |             |                                    |                           |
| 9 | 9           | Ver es para débiles                | 17 de junio de 2006       |
| El Bebé Remoto está con gripe y nadie en el Block! sabe cómo sanar a aquel bebé-robot-televisor y que además proyecta las mejores imágenes. La única solución es llamar al famoso Doctor Arsénico, un mata-sanos sin un pelo de tonto. |             |                                    |                           |
| 10 | 10          | La Súper carrera de Autos Dementes | 24 de junio de 2006       |
| El Block! se queda sin agua porque no han pagado la cuenta por más de setenta años y para pagar la cuenta de agua más grande de la historia inscribirán al Tata Ñeñe y su Fitollini 600 en "La Gran Super Carrera de Autos Dementes" y ganar el primer premio. Aunque se toparán con un viejo enemigo que intentará estropear todos sus planes, el malvado y tramposo Multimillomalo.                         |             |                                    |                           |
| 11 | 11          | Block! On Tour                     | 1 de julio de 2006        |
| Los Varishnikov consiguen su primer contrato cinematográfico y deben hacer una gira alrededor del mundo. Sin embargo, descubren algo que cambiará todos sus planes: sólo pueden tocar bien cuando están en el Block!, por lo que deberán hallar una forma de lograr hacer su gira. |             |                                    |                           |
| 12 | 12          | Mala Suerte Yetro                  | 8 de julio de 2006        |
| Una maldición de la mala suerte ha caído sobre el Block!, y sólo puede ser detenida por el más supersticioso de los vecinos: Yetro Varishnikov. |             |                                    |                           |
| 13 | 13          | El Bebé Himmeldorf                 | 15 de julio de 2006       |
| Este episodio se enfocará en conocer uno de los secretos mejor guardados del Block! ¿Quienes son los padres del Bebé Remoto? |             |                                    |                           |
| 14 | 14          | El Tesoro de Norman Gamboa         | 22 de julio de 2006       |
| Los habitantes del Block! deciden ir a la playa. En la orilla del mar encuentran una botella que contiene un papel. KK quiere convertirla en una lámpara pero Jimi le pide leer el papel. Se dan cuenta de que es un mapa de un tesoro perdido y muy entusiasmados inician una caótica y desquiciada búsqueda.                                                                                                |             |                                    |                           |
| 15 | 15          | Oreja de Cebra                     | 29 de julio de 2006       |
| Es el cumpleaños del Tata Ñeñe y sólo un personaje podría estropear tan importante celebración: el malvado Multimillomalo. |             |                                    |                           |
| 16 | 16          | Almorzando con KK                  | 5 de agosto de 2006       |
| Padilla es el ganador de un concurso para ir como invitado al programa de televisión "Almorzando con Osvaldo". El gran problema es que es el show de TV favorito de KK Varishnikov, quien hará todo lo posible por tomar el lugar de Padilla en tan memorable incursión televisiva. |             |                                    |                           |
| 17 | 17          | Fragancia Ñeñe                     | 12 de agosto de 2006      |
| KK descubre que el aroma de la ropa interior del Tata Ñeñe tiene cualidades asombrosas y hace que las chicas caigan rendidas, como si fuera un gran magneto del amor. Entonces Jimi, Padilla, KK y sus hermanos, convencen al Tata Ñeñe para hacer un perfume con este mágica fragancia. Pero no saben que hay alguien en las sombras buscando estropear sus planes, el malvado y bien vestido Yoshida Shiva. |             |                                    |                           |
| 18 | 18          | Mis Cosas Favoritas (Parte 1)      | 19 de agosto de 2006      |
| Osvaldo, ex-estrella de televisión, ha reunido a todos los enemigos del Block! para vengarse de KK Varishnikov y sus amigos. |             |                                    |                           |
| 19 | 19          | Mis Cosas Favoritas (Parte 2)      | 26 de agosto de 2006      |
| El Bebé Remoto junto a un misterioso robot tienen un plan para salvar el Block! de los malos comandados por Osvaldo. |             |                                    |                           |
| 20 | 20          | El Regalo                          | 2 de septiembre de 2006   |
| Los papás del Bebé Remoto, los Himmeldorf, deciden regalar un ascensor a los vecinos del Block, lo que traerá un desquiciado final. |             |                                    |                           |